# 圣弗拉基米尔主教座堂 (基辅)

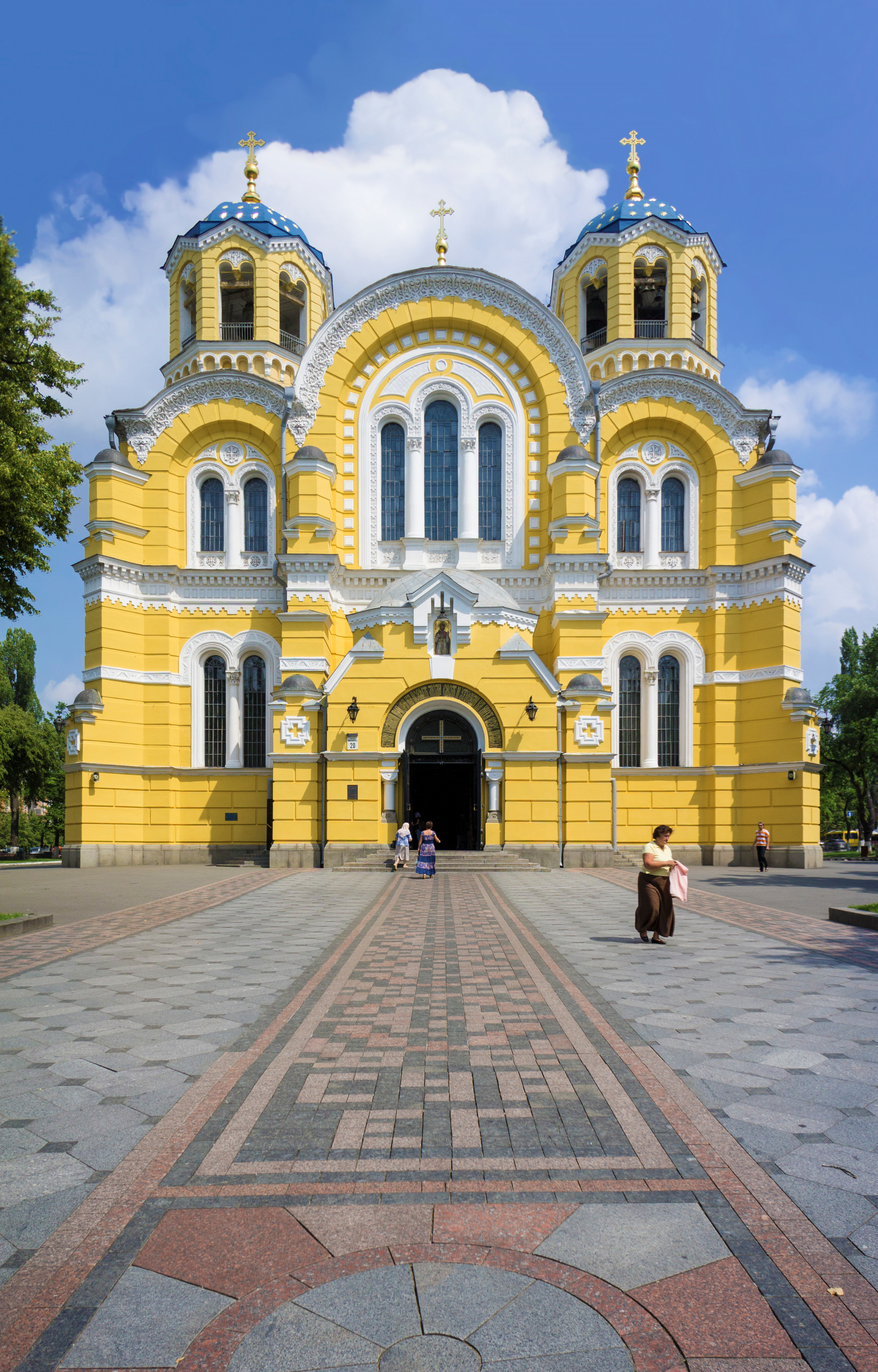
圣弗拉基米尔主教座堂

50°26′41″N 30°30′32″E / 50.44472°N 30.50889°E
圣弗拉基米尔主教座堂（羅馬化：Volodymyrskyi sobor），是基辅宗主教圣统的乌克兰正教会的主教座堂，位于基辅舍甫琴科區舍甫琴科大道20號，是该市的主要地标之一。

## 歷史
1852年，莫斯科牧首建议在基辅兴建一座较大的主教座堂，以纪念基辅罗斯基督教化900周年。俄罗斯帝国各地为此捐款，到1859年募集到10万卢布。基辅洞穴修道院生产一百万块砖，赠送给此教堂。主圆顶高49米。主教座堂的内部五彩夺目，镶嵌画出自威尼斯工匠之手，壁画则是一批著名画家的作品。  
主教座堂在1882年完成，但是，绘画在1896完全完成。
 

在苏联时期，主教座堂险遭拆除，但未关闭。直到第二次世界大战才改为宗教和无神论博物馆。圣米迦勒金顶修道院被布尔什维克摧毁前，公元3世纪的殉道者圣巴巴拉的圣物被转移到圣弗拉基米尔主教座堂 ，并保持至今。战争结束后，教堂重新开放，是苏联少数几个开放东正教堂之一。

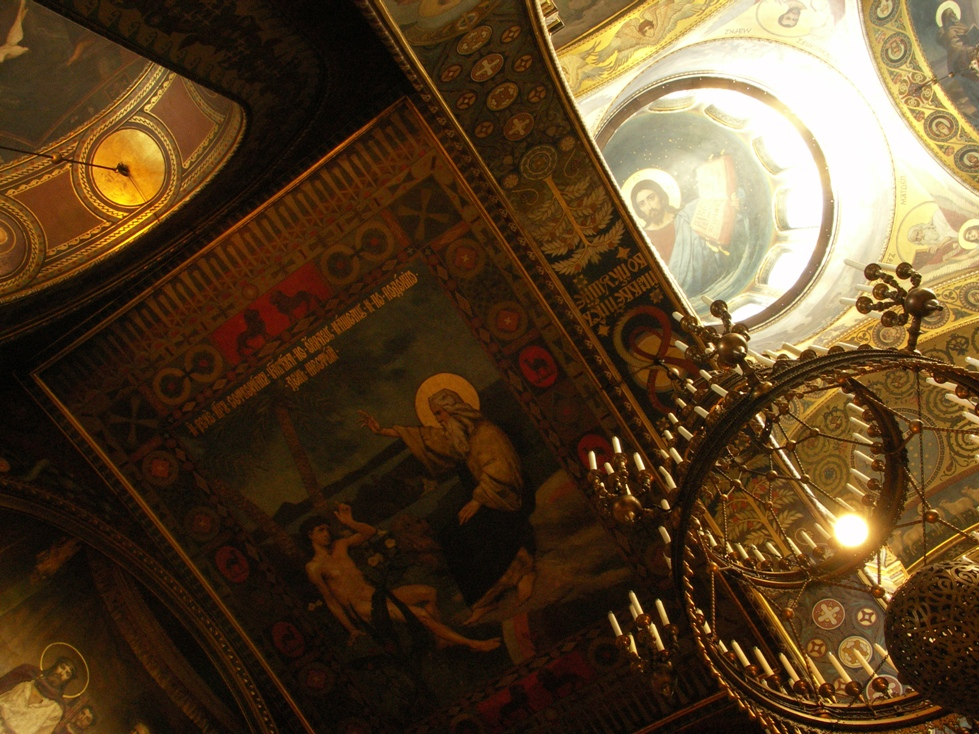
屋顶

苏联解体后，两个乌克兰正教会对圣弗拉基米尔主教座堂所有权发生争议，新成立的基辅圣统教会最终获胜。